# Wąchock
Wąchock – miasto w woj. świętokrzyskim, w powiecie starachowickim, siedziba miejsko-wiejskiej gminy Wąchock.
Według danych z 1 stycznia 2018 Wąchock liczył 2795 mieszkańców.
Wąchock był miastem klasztoru cystersów wąchockich w województwie sandomierskim w ostatniej ćwierci XVI wieku. Wąchock jest członkiem stowarzyszenia Unia Miasteczek Polskich.
Wąchock jest siedzibą rzymskokatolickiej parafii Wniebowzięcia Najświętszej Maryi Panny i św. Floriana w Wąchocku.

## Położenie

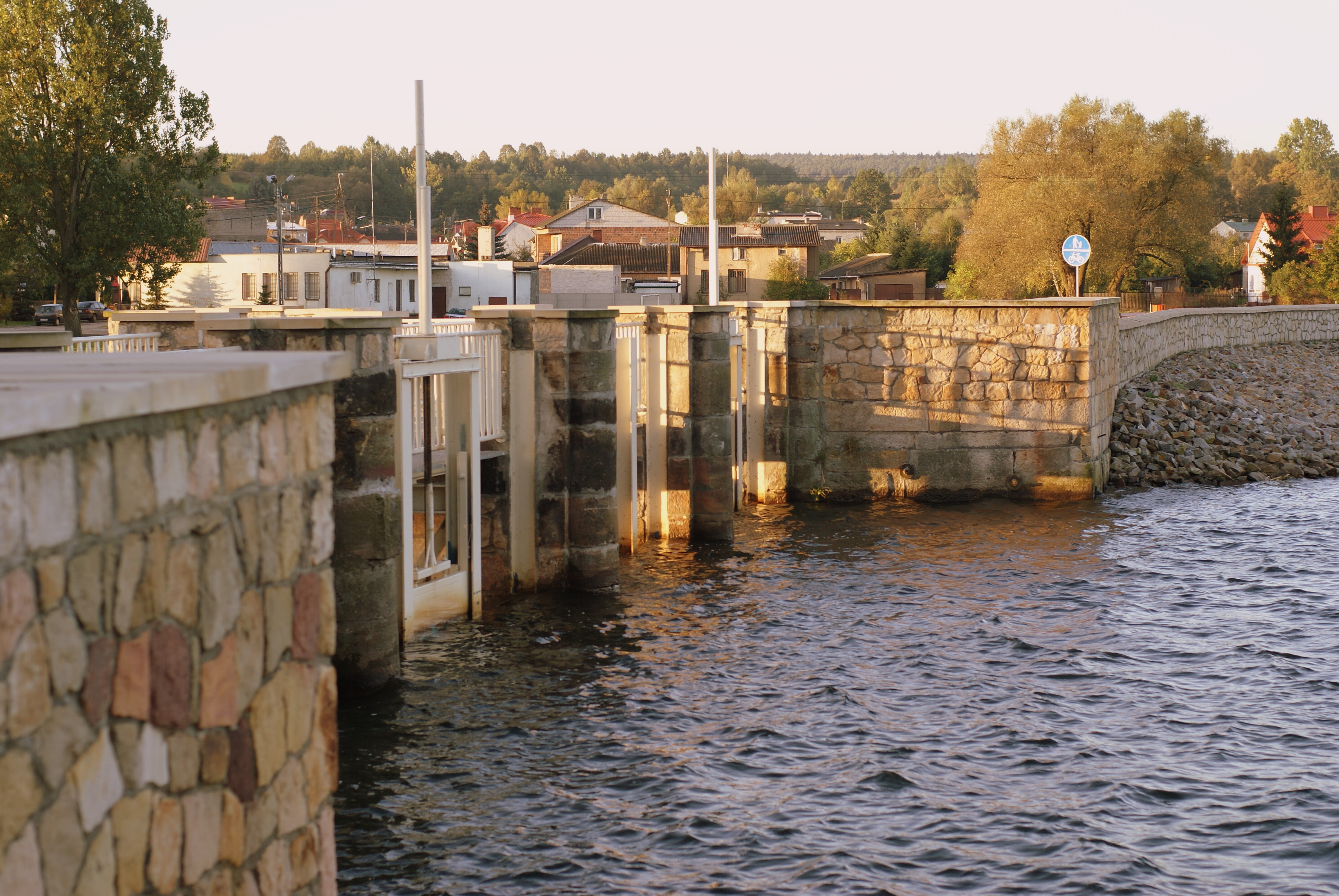
Zapora na zalewie w Wąchocku

Miasto nad rzeką Kamienną, graniczy od zachodu i północy ze Starachowicami.
Wąchock jest punktem początkowym niebieskiego szlaku turystycznego im. E. Wołoszyna, prowadzącego do Cedzyny. Przez miasto przechodzą: czerwony Szlak Milenijny ze Skarżyska-Kamiennej do Kałkowa, niebieski szlak rowerowy ze Skarżyska-Kamiennej do Ostrowca Świętokrzyskiego oraz czerwony szlak rowerowy do Starachowic.
W latach 1975–1998 miejscowość administracyjnie należała do woj. kieleckiego.
Wąchock położony jest w Małopolsce, w dawnej ziemi sandomierskiej, jego lewobrzeżna część leży ponadto w ziemi radomskiej.

## Historia

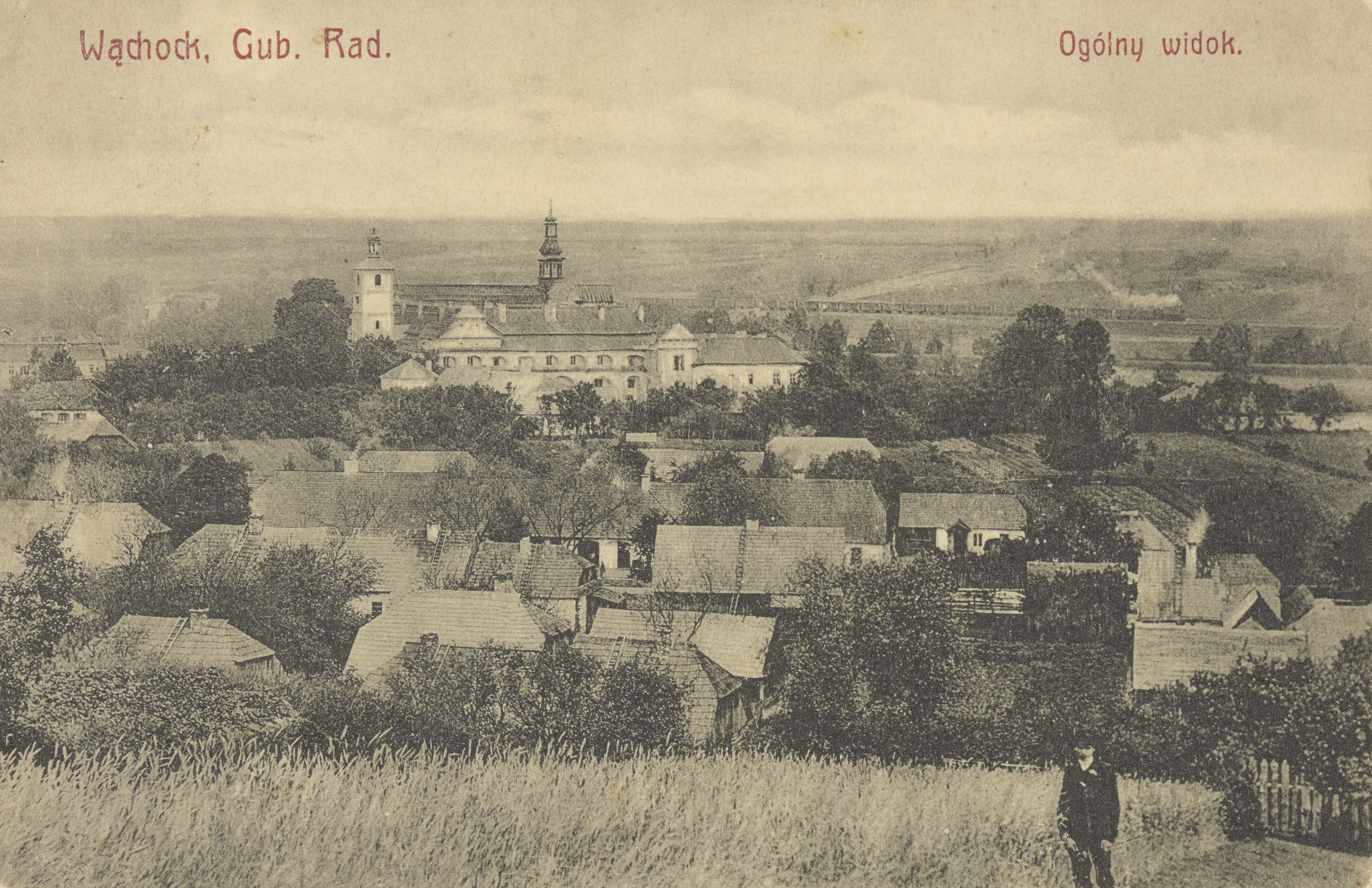
Panorama Wąchocka około 1910–1918

Pierwsza wzmianka o miejscowości pochodzi z 1179 roku, wtedy to biskup krakowski Gedko ufundował klasztor cystersów. Pierwsi zakonnicy przybyli do Wąchocka z francuskiego opactwa Morimond. Pierwotna siedziba cystersów (przed zbudowaniem klasztoru) znajdowała się prawdopodobnie na terenie dzisiejszej Wielkiej Wsi i nosiła nazwę Kamienna. Nazwa miasta po raz pierwszy znalazła się w bulli papieża Honoriusza III z 24 maja 1218 roku. Zaś w dokumentach cysterskich nazwa opactwa „Vancoz” pojawiła się już rok później. W 1206 roku pierwszym źródłowo potwierdzonym opatem wąchockim został Gwidon[4]. Na przełomie XII i XIII wieku został wzniesiony przez włoskich budowniczych pod kierownictwem mistrza Simona kościół. W XIII w. klasztor został samodzielnym opactwem (które od XIII wieku przeżywało swój szczytowy okres rozwoju), a dzięki darowiznom władców, rycerstwa i szlachty stał się w późniejszych wiekach jednym z bogatszych klasztorów na ziemiach polskich. W 1249 r. konwent wąchocki otrzymał z rąk Bolesława Wstydliwego koncesję na poszukiwanie dóbr kopalnych w okolicy z prawem uzyskania 1/3 dochodów z odkryć górniczych (sól i metale). Cystersi z Wąchocka przyczynili się do rozwoju przemysłu nad Kamienną, zakładając kopalnie i zakłady metalowe w Bzinie, Mostkach, Parszowie, Wąchocku i Starachowicach. Do XV w. opatami wąchockimi byli wyłącznie cudzoziemcy, dopiero w 1461 roku na opata klasztoru po raz pierwszy wybrano Polaka – Mikołaja Raduńskiego. W 1525 roku Sejm Rzeczypospolitej zadecydował, że opatem może zostać jedynie rodowity Polak i to szlachcic. Miasteczko i klasztor kilkakrotnie były niszczone przez pożary i najazdy obcych wojsk, m.in. w latach 1259–1260 przez Tatarów, w czasie potopu szwedzkiego i w 1657 przez wojska Jerzego Rakoczego. Klasztor został skasowany w 1819, a budynki i pozostałe dobra przeszły na własność państwa. Zakonnicy wrócili do klasztoru w 1951, który w 1964 podniesiony został ponownie do rangi opactwa. Pierwszym przeorem wznowionego klasztoru został o. dr Augustyn Ciesielski, natomiast opatem dożywotnim wybranym przez Kapitułę Cysterską został o. Benedykt Władysław Matejkiewicz.

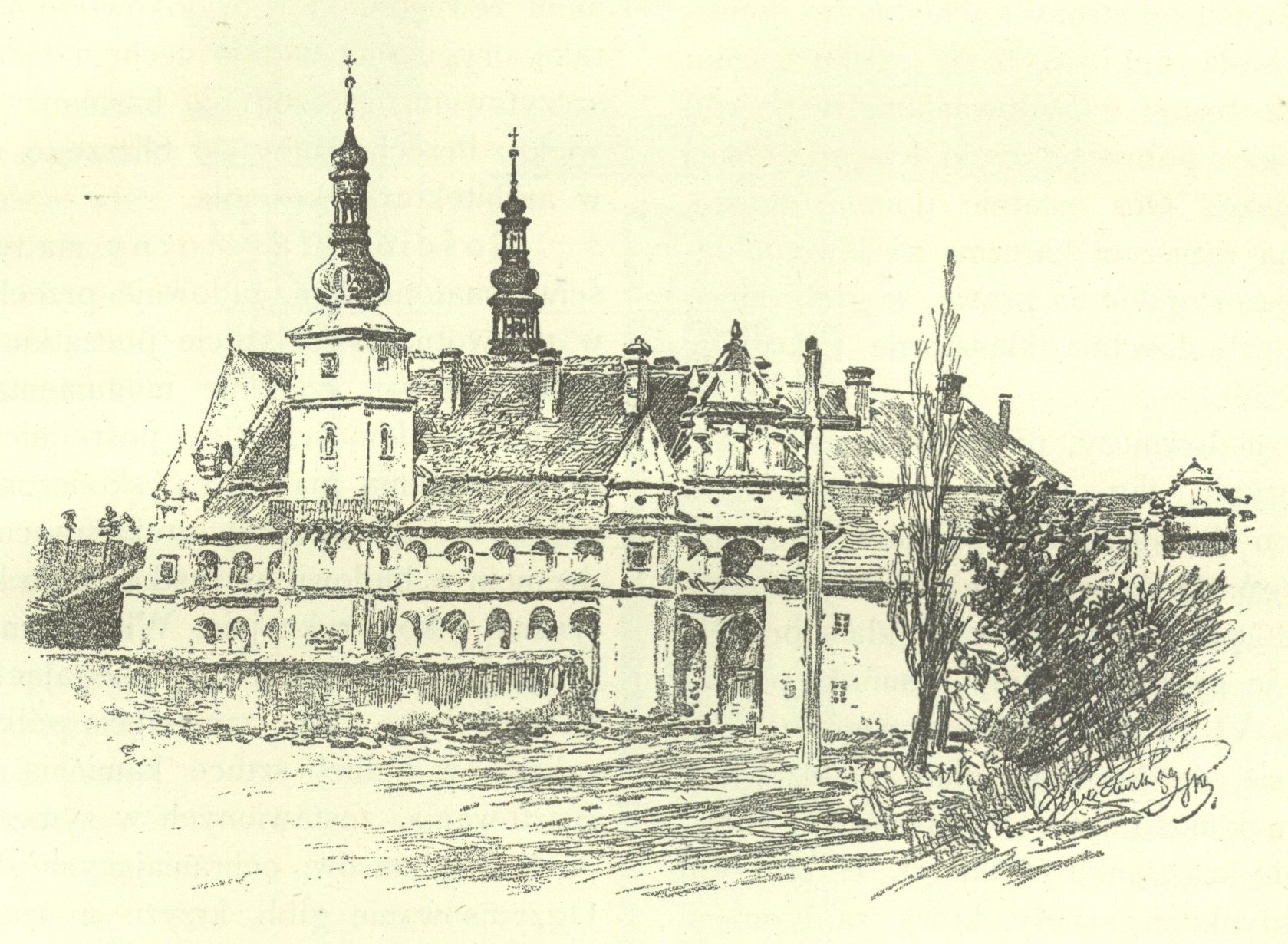
Opactwo cysterskie w Wąchocku ok. 1892

Miejscowość pomimo istnienia zamożnego i wpływowego klasztoru nigdy nie osiągnęła szczególnego znaczenia administracyjnego i gospodarczego, do czego starali się nie dopuścić biskupi krakowscy i benedyktyni z opactwa na Świętym Krzyżu. Klasztor nieustannie toczył procesy majątkowe z okoliczną szlachtą i benedyktynami, najgłośniejszy dotyczył lokacji miasta Wierzbnika, założonego w 1624 przez ks. Bogusława Boxę-Radoszewskiego, opata benedyktynów ze Świętego Krzyża jakoby na gruntach cystersów. W 1315 powstała w Wąchocku komora celna, która przetrwała do 2 poł. XV w. W 1454 król Kazimierz Jagiellończyk nadał miejscowości prawo miejskie magdeburskie. Wraz z przywilejem miasteczko uzyskało zezwolenie na cotygodniowe targi oraz na coroczny jarmark w dniu 24 czerwca (na św. Jana Chrzciciela) oraz na handel solą, śledziami i suknem. Mieszczanie wąchoccy zostali wyłączeni spod jurysdykcji wojewodów, kasztelanów, starostów, a także zostali zwolnieni od opłat celnych i targowych na obszarze Korony. Przywileje te zostały potwierdzone przez króla Zygmunta I Starego, który przyznał Wąchockowi drugi jarmark na św. Mateusza. Ponieważ statut fundacyjny klasztoru cystersów nadawał przeorowi prawa do wszystkich złóż mineralnych w okolicy Wąchocka nad rzeką Kamienną, powstały tu w średniowieczu pod zarządem klasztornym liczne kuźnie, a cystersi zakładali młyny, folusze, warsztaty tkacie, cegielnie, kamieniołomy i warsztaty kamieniarskie. W 1500 r. Wąchock mógł się pochwalić 22 spośród ogólnej sumy 289 kuźni zarejestrowanych na terenie Królestwa Polskiego. budowali piec odlewniczy do wytopu blach ołowianych, którymi  kryto obiekty opactwa i huty szkła. Po potopie szwedzkim oraz najeździe księcia Jerzego Rakoczego w 1657 r., zanotowano spadek liczby mieszkańców do ok. 475. W 1696 roku opat Jan Dymitr Solikowski wydzielił dla grupy kilkunastu mieszczan nowe tereny leśne do karczowania, znajdujące się na południe od miasta, w okolicy zwanej Stary Dwór, między traktem do Opatowa, a folwarkiem Dwór Opacki (Rataje). Dwa lata później, 21 stycznia 1698, król August II Mocny zwolnił poddanych klasztoru wąchockiego od wszelkich świadczeń na rzecz wojska. Dawne przywileje klasztorne nadane klasztorowi i miastu Wąchock, zostały jeszcze dwukrotnie potwierdzone przez królów: Augusta III (1749 r.) oraz Stanisława Augusta Poniatowskiego (1766 r.). W 1787 r. Wąchock zamieszkiwało 962 mieszkańców, w tym 2 Żydów. Do rozbiorów Wąchock był w województwie sandomierskim. W 1789 r. z inicjatywy przeora klasztoru Aleksandra Rupkiewicza zbudowano w Wąchocku dwie fryszerki, zaś w Starachowicach pięć. W 1795 r. miasto znalazło się pod zaborem austriackim, zaś w latach 1809-15 w Księstwie Warszawskim (w województwie sandomierskim w powiecie opatowskim), natomiast potem w Królestwie Polskim. Z inicjatywy cystersów w porozumieniu z rządem austriackim, w 1802 r. zostało założone gimnazjum, które liczyło 100 uczniów, z czego ośmiu było na utrzymaniu klasztoru (co potwierdzają zapiski Juliana Ursyna Niemcewicza, który w 1811 r. przebywał w Wąchocku). Jeszcze ok. 1850 w miasteczku poza klasztorem i fabryką znajdowały się tylko trzy domy murowane. W czasie wybuchu powstania listopadowego fabryka w Wąchocku zajmowała się produkcją kos i pałaszy.

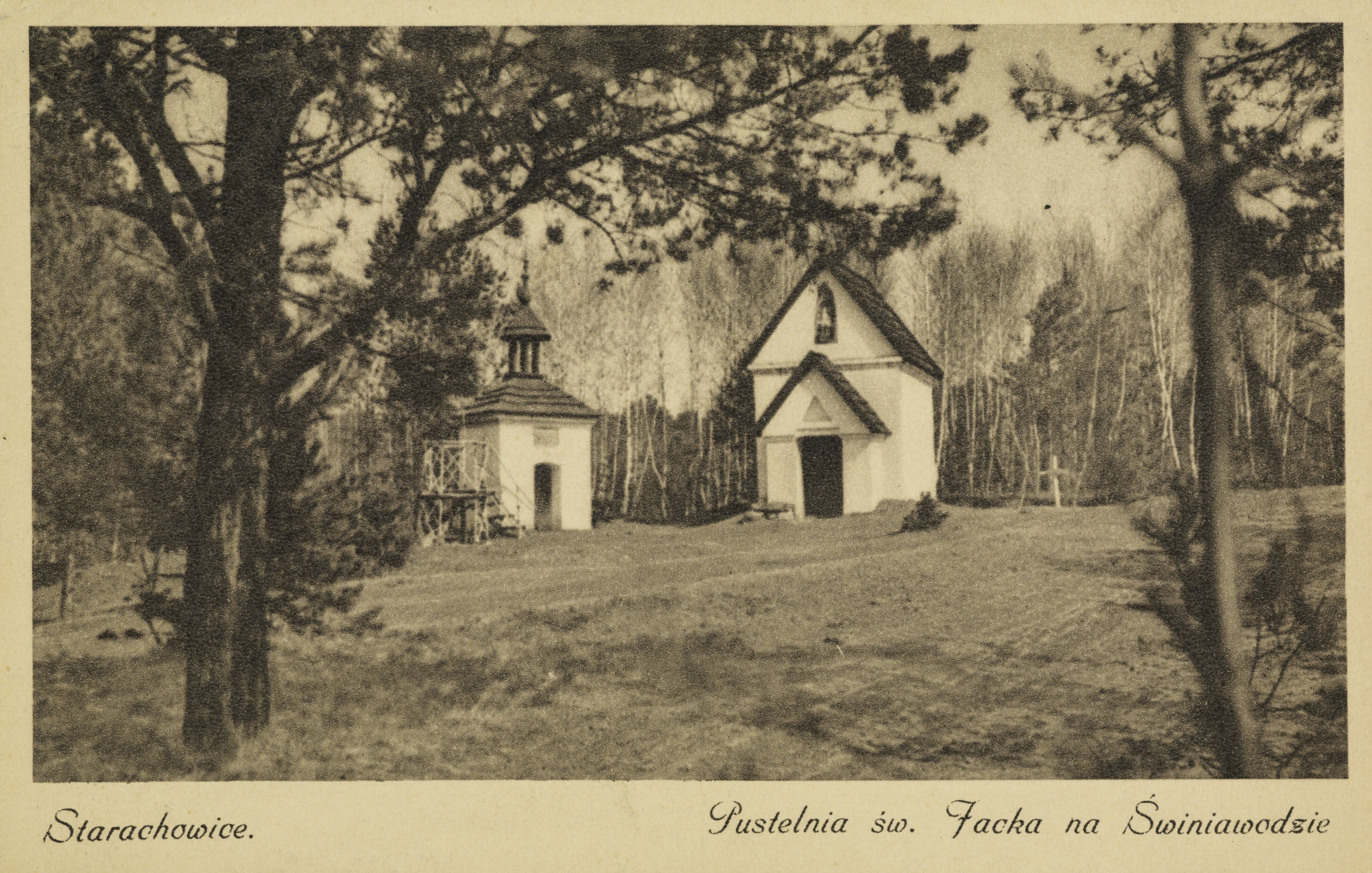
Pustelnia św. Jacka

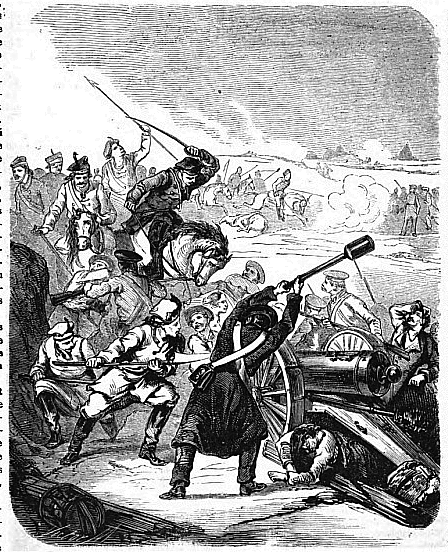
Bitwa o Wąchock w 1863 r.

W styczniu 1863 gen. Marian Langiewicz przeprowadził w mieście koncentrację powstańców, którzy mieli iść na Warszawę. 1400 ludzi założyło tutaj obóz warowny. W drukarni polowej gen. Langiewicz wydrukował odezwę „Do mieszkańców województwa krakowskiego”, w którym wzywał ludność do większego wysiłku zbrojnego. 3 lutego 1863 doszło do bitwy z wojskami rosyjskimi, w której powstańcy odnieśli zwycięstwo. Na podstawie ustawy z dnia 31 grudnia 1866 roku utworzone zostają gubernia kielecka z siedzibą władz w Kielcach oraz gubernia radomska z siedzibą władz w Radomiu (Wąchock znalazł się w granicach nowo powstałego powiatu iłżeckiego w guberni radomskiej). W Wąchocku na podstawie ukazu Rządzącego Senatu z 19 lutego 1875 roku powstał Sąd Pokoju (działał do 1921 roku), do którego kompetencji należało m.in. rozpatrywanie spraw w przedmiocie zobowiązań osobistych, umów i majątku ruchomego. Budowa linii kolejowej w 1884 r. nie wywarła większego wpływu na rozwój miasta. W dniach od 8 do 11 lipca 1903 wielka powódź na rzece Kamiennej zniszczyła ujęcie wody i zalała część miejscowości. Wąchockie zakłady metalowe działały jeszcze do 1904 roku

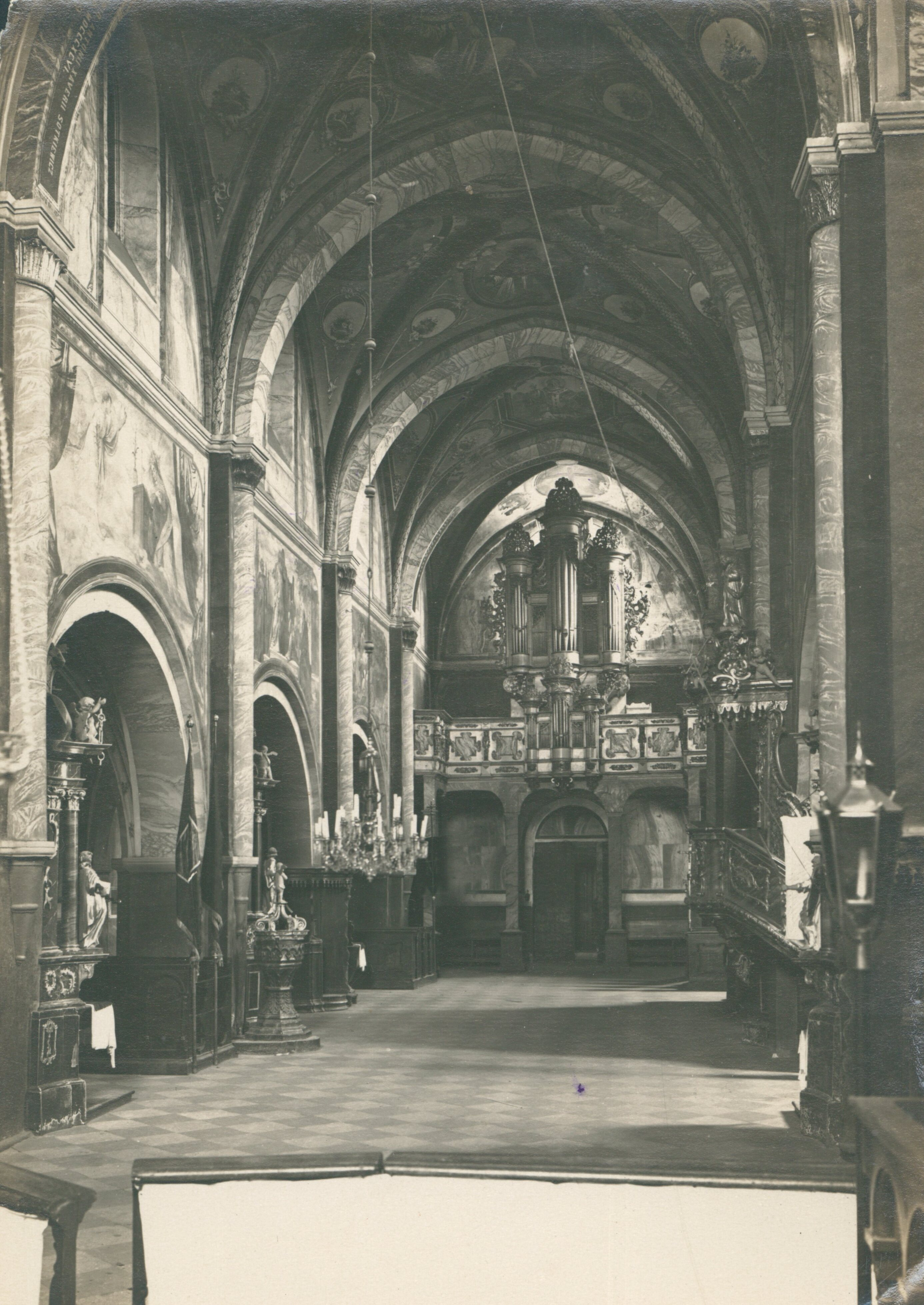
Wnętrze kościoła w Wąchocku o. 1932

. I wojna światowa spowodowała regres w rozwoju miasta. 3 maja 1916 roku w Wąchocku odbyły się uroczyste obchody rocznicy uchwalenia Konstytucji 3 Maja, podczas których odśpiewano „Rotę” i „Boże, coś Polskę”. W latach międzywojennych w budynkach dawnego klasztoru mieściło się państwowe progimnazjum, zorganizowane w 1909 roku przez ks. Edwarda Chrzanowskiego. W maju 1918 roku w Wąchocku zawiązało się Towarzystwo Ogniowe, mające na celu powołanie do życia Ochotniczej Straży Ogniowej (pierwszy zarząd powołano w maju następnego roku). W 1910 w Wąchocku założono z inicjatywy Michała Dobskiego Towarzystwo Oszczędniościowo–Pożyczkowe, które zostało w 1928 r. przemianowane na Kasę Stefczyka. W 1930 r. przywrócono nazwę gminy Wąchock, a samo miasto liczyło 3500 mieszkańców (w latach 1869-1930  formalnie Wąchock należał do gminy Wielka Wieś).

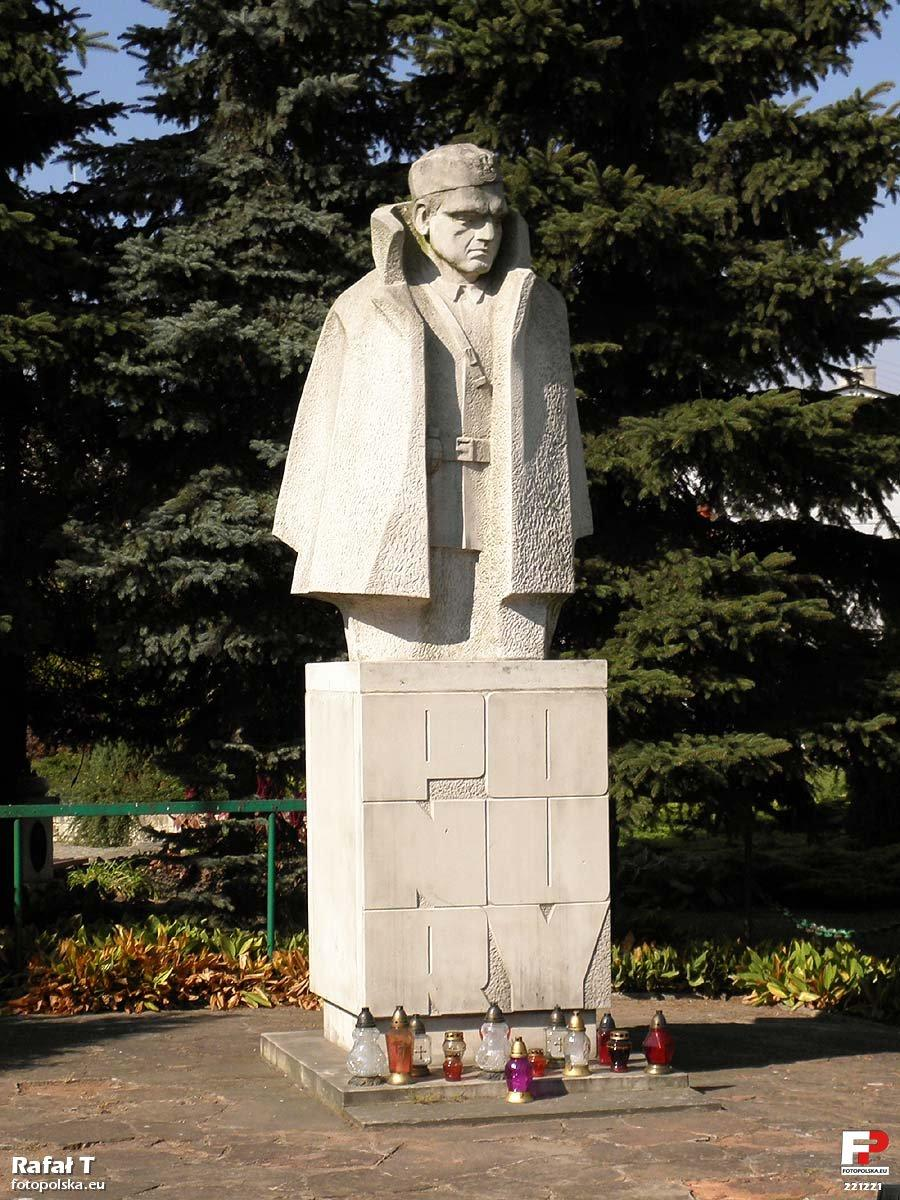
Pomnik majora Jana Piwnika - "Ponurego"

8 września 1939 roku oddziały 2 dywizji lekkiej zajęły miasto, dokonując podpaleń i morderstw. W czasie okupacji niemieckiej w okolicy miasta działało Zgrupowanie Partyzanckie Armii Krajowej pod dowództwem majora Jana Piwnika - "Ponurego". W mieście stoi jego pomnik, odsłonięty 10 czerwca 1984 roku. Na początku 1944 roku powstał oddział partyzancki dowodzony przez ppor. Andrzeja „Wrzosa” Bieleńskiego, który w połowie sierpnia zaatakował niemiecką kompanię kwatermistrzowską stacjonującą w Parszowie; zabito kilku żołnierzy, a dwóch oficerów wzięto do niewoli. W nocy z 16 na 17 stycznia 1945 r. wycofujące się wojska niemieckie wysadziły w powietrze stację kolejową, bloki zarządu, tory kolejowe i mosty na rzece Kamiennej. Już 17 stycznia do miasta weszła Armia Czerwona. Rok po II wojnie według spisu gmina Wąchock liczyła 7350 mieszkańców. W 1948 powstała Gminna Spółdzielnia „Samopomoc Chłopska”, której zadaniem było zorganizowanie handlu miejskiego, zaopatrzenia rolnictwa i mieszkańców gminy Wąchock w potrzebne artykuły. Z dotychczasowej gminy Wąchock ustawą z dnia 25 września 1954 utworzono następujące gromady: Gromada Wąchock (osady Wąchock i Rataje), Gromada Wielka Wieś (osady Wielka Wieś, Marcinków i Węglów), Gromada Parszów (wsie Parszów i Mostki). Od 1 stycznia 1969 roku do Gromady Wąchock włączono Wielką Wieś i Marcinków, likwidując Gromadę Wielką Wieś. Z dniem 1 stycznia 1973 roku zniesiono podział na gromady i wprowadzono gminy; utworzono gminę Wąchock o powierzchni 81,1 km², w skład której weszły następujące miejscowości: Wąchock, Wielka Wieś, Parszów, Węglów, Marcinków i Rataje. Od nowego roku 1975 zlikwidowana została gmina Skarżysko Kościelne, a dwie miejscowości Majków i Michałów weszły w skład Wąchocka. W 1979 roku odbyły się uroczystości związane z 800-leciem powstania wąchockiego opactwa z udziałem Prymasa Polski kard. Stefana Wyszyńskiego 7 maja 1985 roku miasto Wąchock zostało odznaczone Krzyżem Partyzanckim za aktywny udział mieszkańców w walce narodowo-wyzwoleńczej. Dzięki staraniom o. opata Alberyka Józefa Siwka 9 czerwca 1991 roku otwarto muzeum w klasztorze oo. cystersów. 1 stycznia 1994 r. Wąchock odzyskał prawa miejskie, utracone w 1869, po rosyjskiej reformie miejskiej.

## Demografia
30 czerwca 2009 roku miasto miało 2747 mieszkańców.

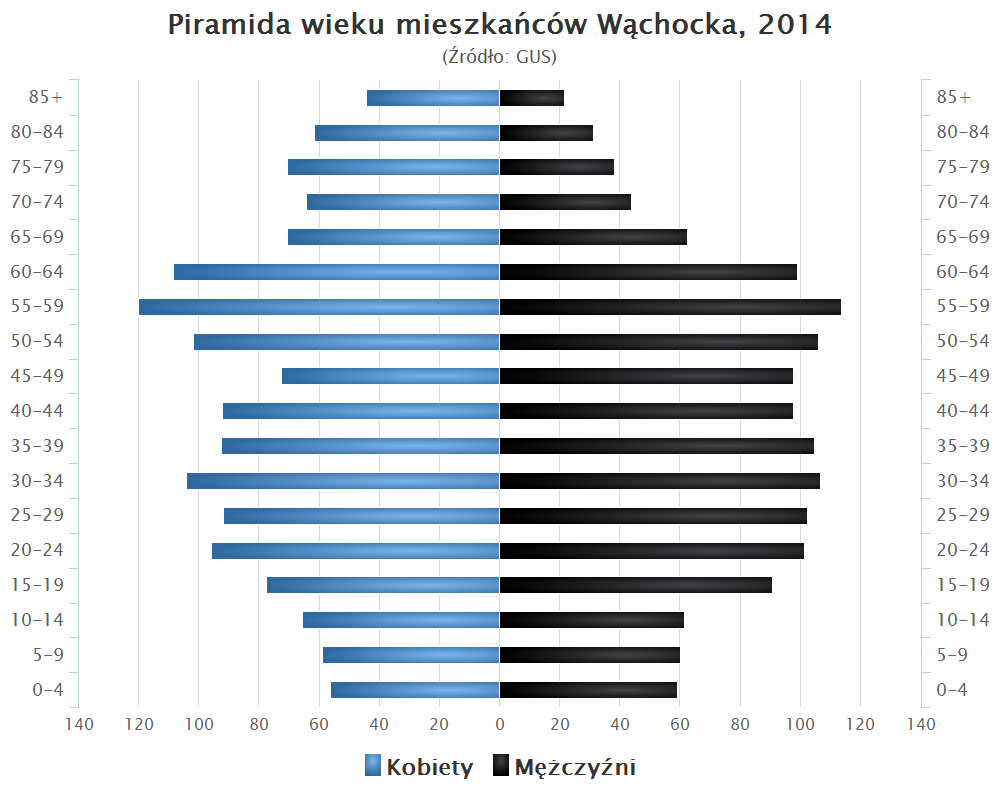
Piramida wieku mieszkańców Wąchocka w 2014 roku

## Zabytki

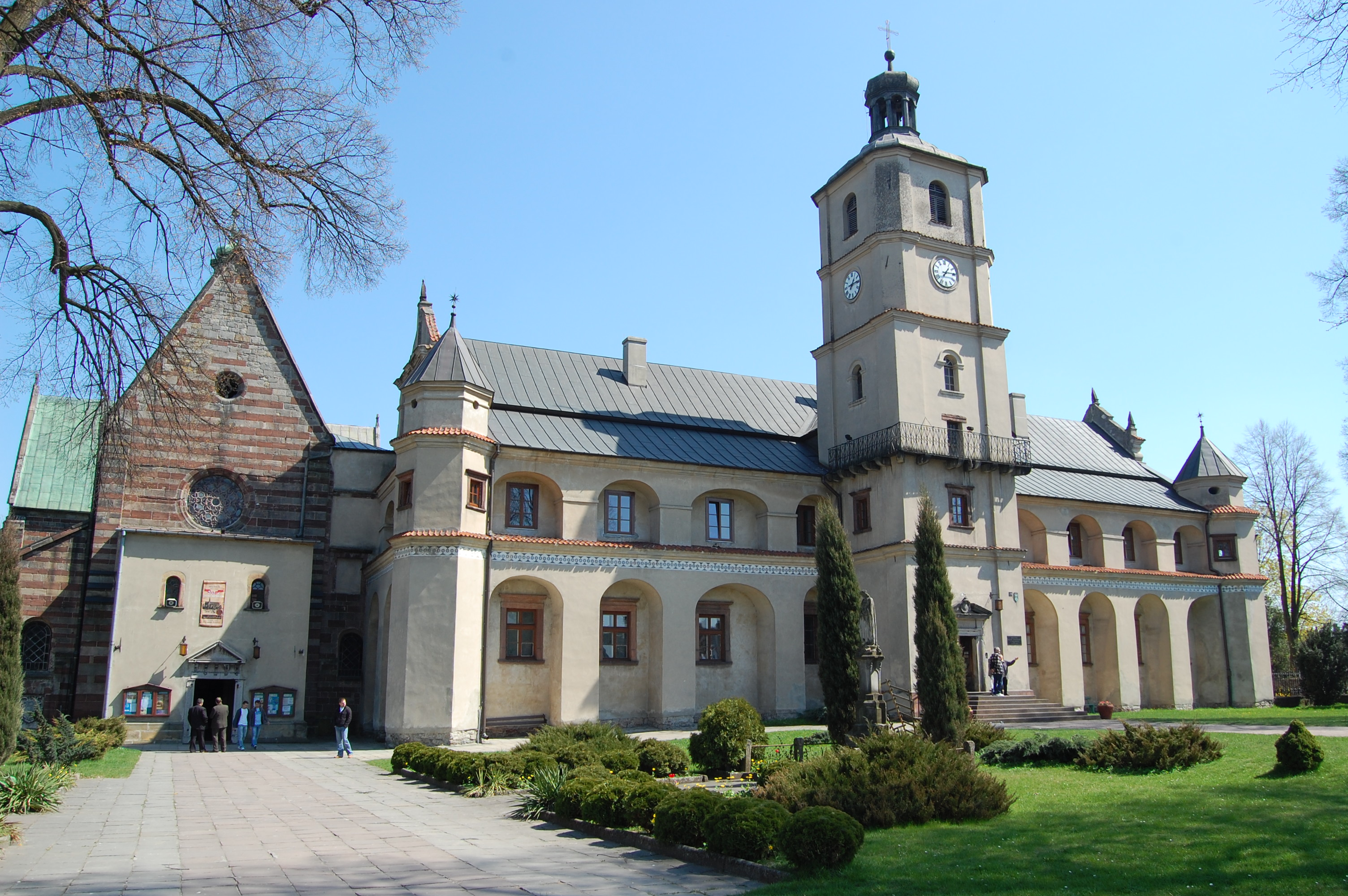
Romański kościół klasztorny pw. Najświętszej Marii Panny i św. Floriana

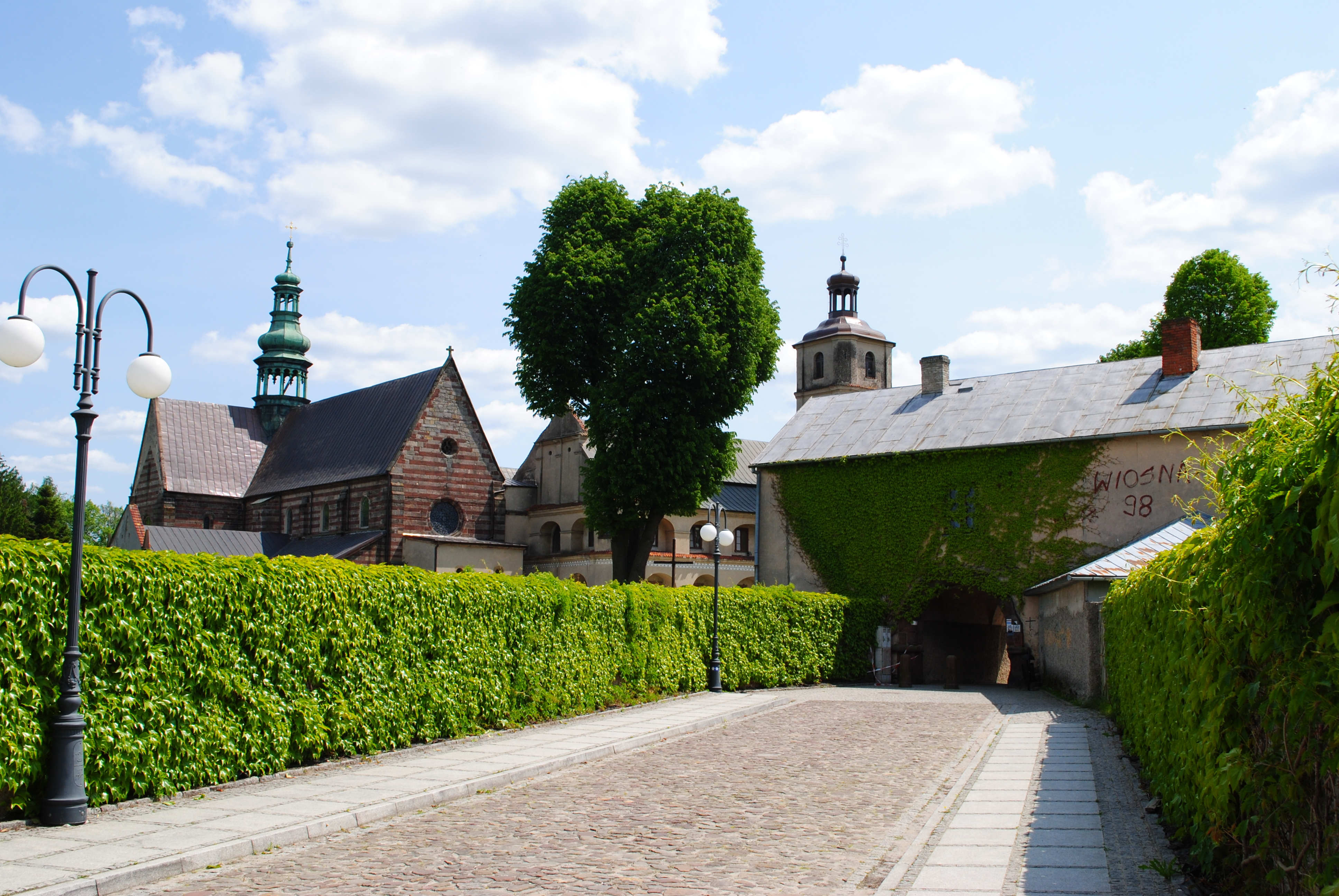
Opactwo

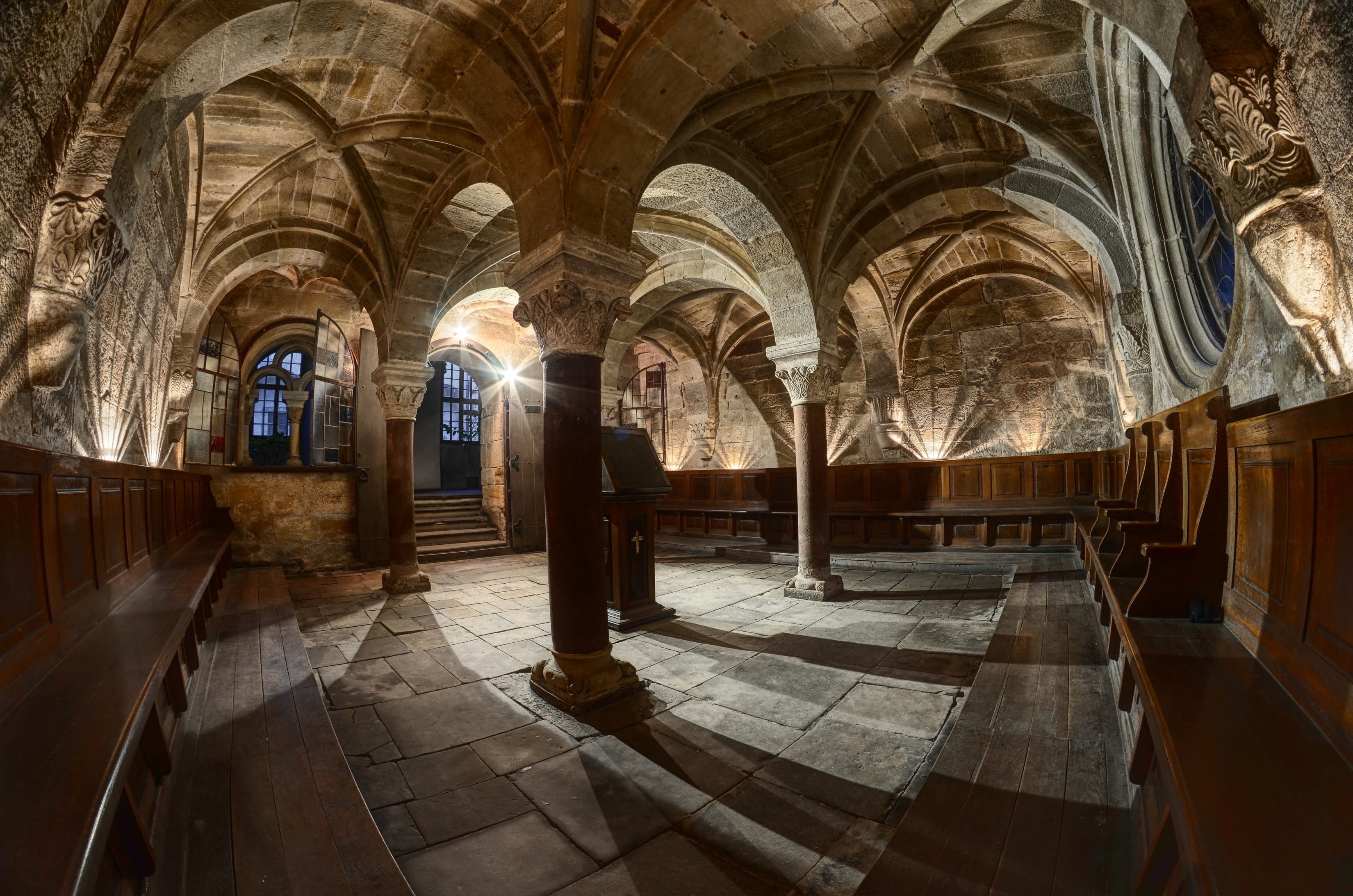
Kapitularz klasztoru

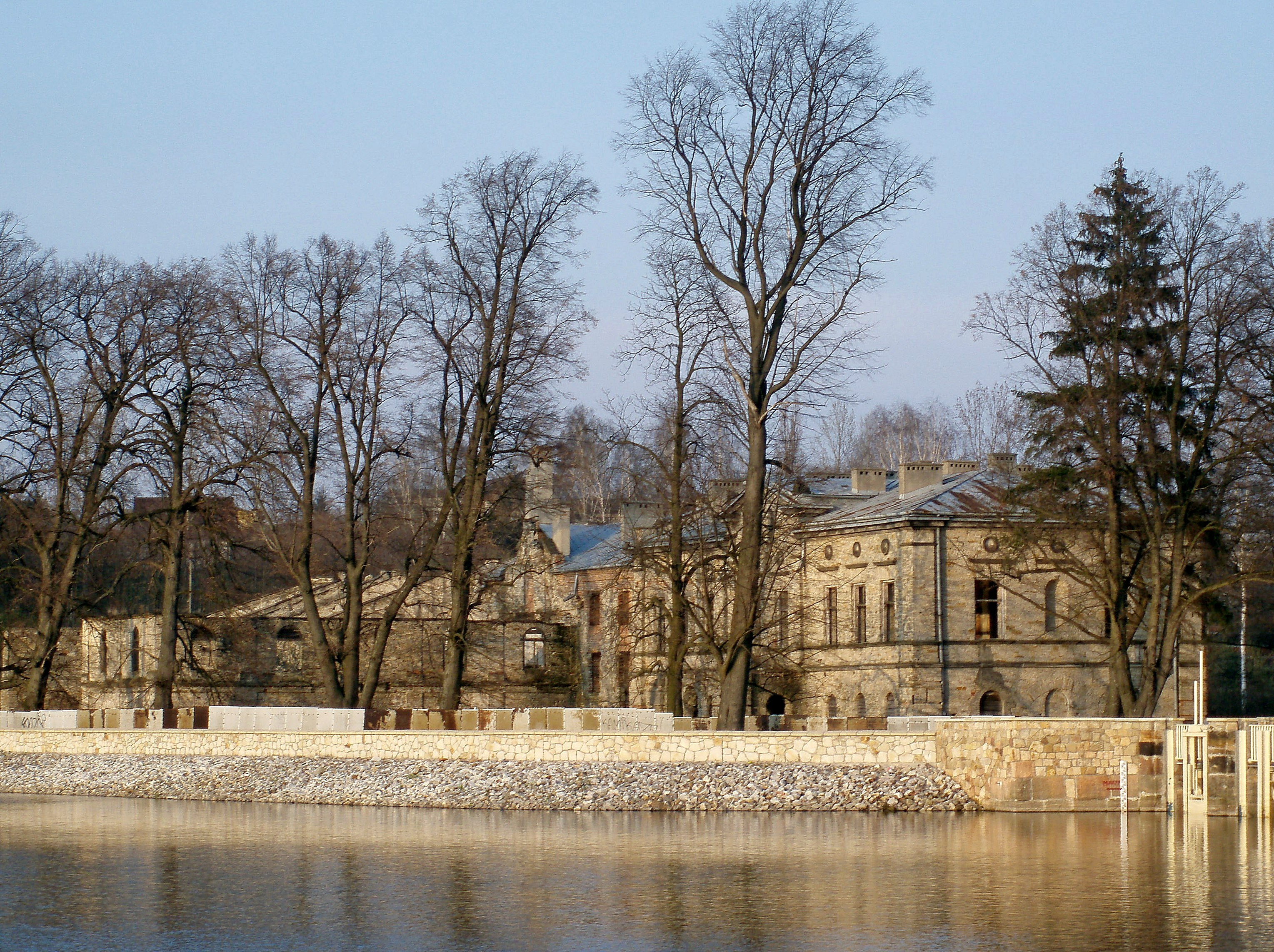
Ruiny zespołu fabrycznego: dom zarządu, tzw. pałac Schenberga, 5 budynków fabrycznych, urządzenia hydrotechniczne z tamą i przepustami

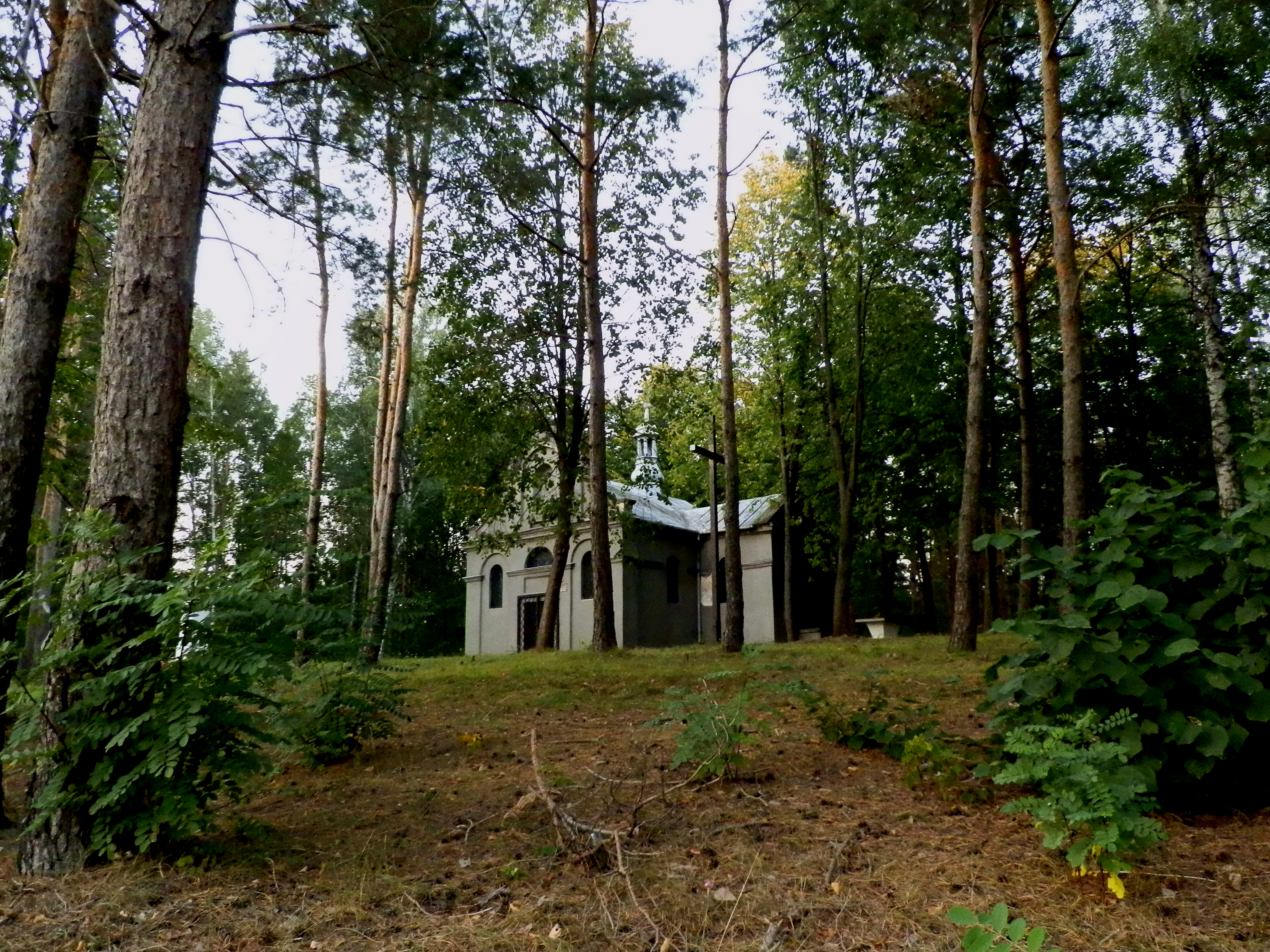
Kaplica pw. św. Rocha

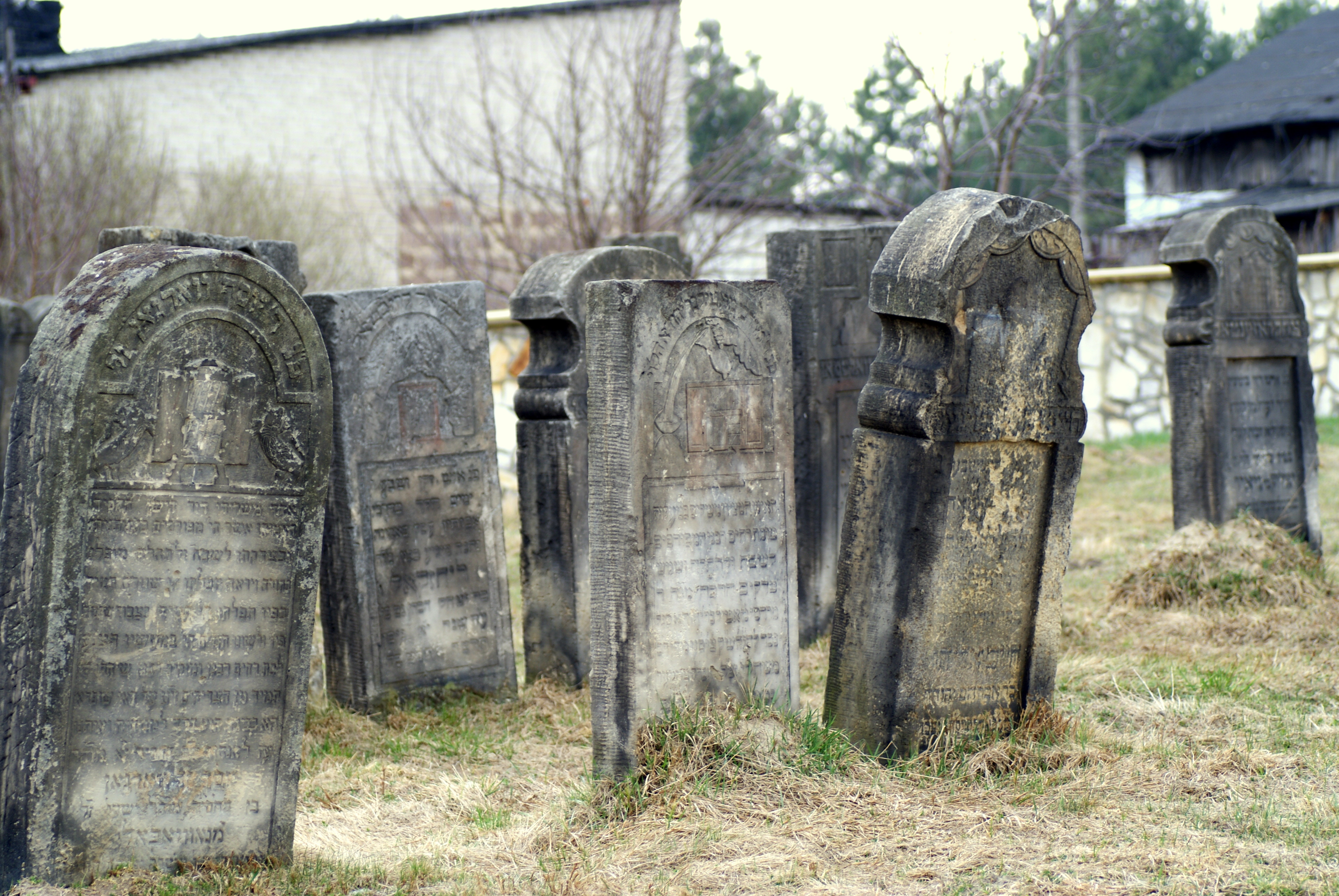
Macewy na cmentarzu żydowskim

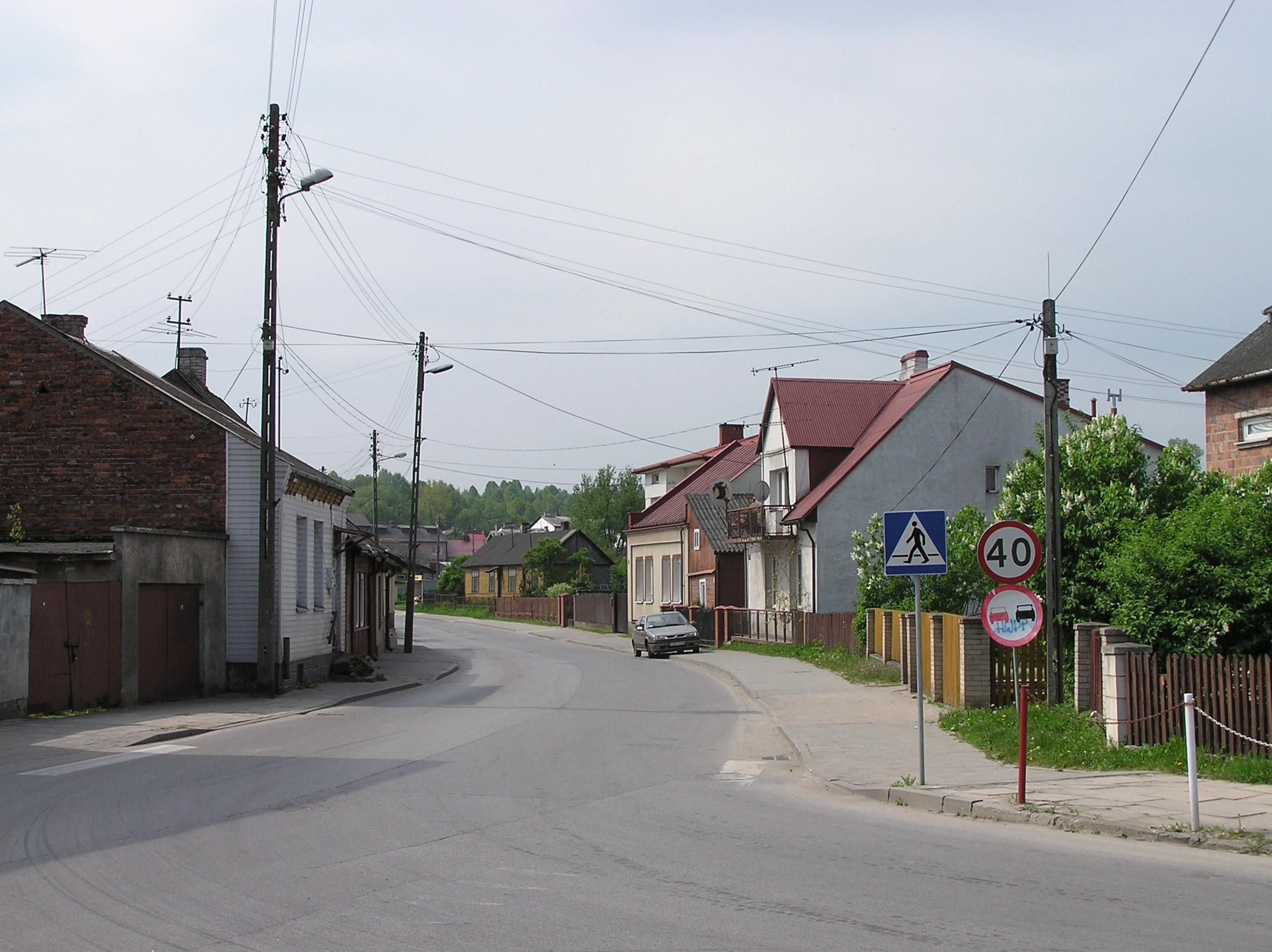
Ulica Kolejowa

- Zespół kościelno-klasztorny cystersów z XII wieku z romańskim kapitularzem przykrytym sklepieniem krzyżowo-żebrowym jest mieszanką stylów architektonicznych. Wpisany do rejestru zabytków nieruchomych (nr rej.: A.832/1-7 z 23.06.1967 i z 6.01.1988)[17].
  - Romański kościół klasztorny pw. Najświętszej Marii Panny i św. Floriana z XIII w. zachowany jest w niezmienionym kształcie układu cysterskiego. Kościół zbudowano z naprzemiennie ułożonych ciosów czerwonego piaskowca wąchockiego i jasnego kunowskiego. Ten sposób budowania pochodzi z północnych Włoch. Kościół był wielokrotnie przebudowywany. Pozostałością po epoce gotyku są podniesione szczyty oraz ślady gotyckiej dobudówki po północnej stronie budowli. W XVI w. do północnej nawy dobudowano kaplicę boczną, a w XIX w. kruchtę do fasady zachodniej. Kościół o cechach architektury włoskiej jest najstarszą sygnowaną budowlą w Polsce (podpis arch. Simona na fasadzie). Wnętrze barokowe z XVII w., ale plan trzynawowego kościoła jest typowo romański.
  - Klasztor został całkowicie przebudowany w XVII w., zachowały się jednak niektóre wnętrza z XIII w. Należy do nich sala zebrań zakonników (kapitularz), uważana za najpiękniejsze wnętrze romańskie w Polsce. Romańskie są również sala pracy zakonników (fraternia), karcer pod schodami, natomiast piękna jadalnia (refektarz) z poł. XIII w. jest już wczesnogotycka. Klasztor posiadał ogrzewane pomieszczenia (poza dormitorium) jako pierwszy klasztor cysterski z możliwością ogrzewania ciepłem z pieca do wytopu ceramiki, żelaza lub kuchennego. W pomieszczeniach klasztoru mieszczą się Muzeum Ojców Cystersów prezentujące m.in. zachowane elementy romańskie oraz ceramikę z klasztornej manufaktury oraz Muzeum Powstań Narodowowyzwoleńczych utworzone w 1991 r. ze zbiorów księdza Walentego Ślusarczyka, proboszcza z Nowej Słupi.
- Zespół urbanistyczny śródmieścia z XIII–XV w. (nr rej.: A.831 z 4.12.1956)[17].
- Zespół fabryczny z początku XIX w., w jego skład wchodzą: dom zarządu, tzw. pałac Schenberga, pięć budynków fabrycznych i urządzenia hydrotechniczne z tamą i przepustami na rzece Kamiennej (nr rej.: A.838/1-3 z 4.12.1956 oraz 177 z 8.05.1972)[17].
- Dawny zajazd w typie dworku z 1 poł. XIX w., w czasie powstania styczniowego była tu kwatera generała Mariana Langiewicza.
- Kaplica św. Rocha z 1839 r. z późnobarokowym wyposażeniem; (nr rej.: A.834 z 19.01.1973)[17].
- Cmentarz parafialny z XIX w. (nr rej.: A.835 z 19.05.1993)[17], nagrobki z odlewami żeliwnymi z lokalnych fabryk, nagrobki rodziny Schoenbergów, nagrobki uczestników powstania styczniowego: Karola Ziemlińskiego (poległ w 1863), Józefa Barzykowskiego (zm. 1869), Brunona Pohoskiego (zm. 1922) i Ignacego Jastrzębskiego (zm. 1932). Bramka cmentarna z kamiennym portalem z XVIII w., przeniesionym zapewne z opactwa cystersów.
- Dawny cmentarz żydowski z XIX w. (nr rej.: A.836 z 20.06.1990)[17], na którym pozostało około czterdziestu macew.
- Zabytkowe domy z tzw. przejezdnymi sieniami z 2 połowy XIX w.
- Drewniana kaplica św. Jana Nepomucena z 1 połowy XIX w. (nr rej.: A.833 z 19.01.1973)[17].
- Dawna willa drewniana z XIX w. obok przejazdu kolejowo-drogowego, należąca przed wojną do żydowskiego kupca i fabrykanta Joela Halperta.
- Kaplica św. Jacka i dawne miejsce odpustowe z 1 poł. XIX w. w miejscu zwanym Sina Woda, kolonia Mieszała, odległe ok. 3 km od miejscowości, ale administracyjnie należące do Wąchocka; (nr rej.: A.839 z 19.01.1973)[17].
- Drewniany dom przy ul. Starachowickiej 43 z końca XIX w. (nr rej.: A.837 z 9.10.1973) przeniesiony do Parku Etnograficznego Muzeum Wsi Kieleckiej[17].

Nieistniejące
Kościół pod wezwaniem św. Elżbiety – dziś nieistniejący, warty wspomnienia z uwagi na zachowaną historię. Wybudowany równolegle z budynkami opactwa w miejscu obecnej szkoły, wzniesiony jednocześnie z kościołem klasztornym. W roku 1260 spalony przez Tatarów, odbudowany ponownie jako drewniany. Ponownie spalony w nieznanych latach i okolicznościach. W 1597 roku wizytacja kościelna zanotowała opis – kościół w Wąchocku pod wezwaniem św. Elżbiety murowany z kamienia ufundowany został przez opata wąchockiego Andrzeja Szpota (który funkcję tę pełnił w latach 1543–1559).
Z kolei ks. Feliks Brażewicz w „Historycznym opisie Wąchocka…” pisze, że kościół św. Elżbiety w Wąchocku w roku 1587 budował opat Andrzej Karwicki. Tę datę budowy kościoła podaje również ks. Jan Wiśniewski w „Dekanacie Iłżeckim”.
Ks. Jan Wiśniewski podaje również spis kapłanów kościoła św. Elżbiety według akt metrycznych datowanych od roku 1660:
- ks. Józef Parnowski, 1665–1679, następnie przeniósł się do Mirca, należącego do cystersów
- ks. Stanisław Sadowski, 1679 – 11 maja 1715, „Obdormivit in benedictionibus dulcedinis. Sepultus ante altare m.”
- ks. Ferdynand Barycki, do 1719
- ks. Jakób Witkowski, ks. Wojciech Kukliński, 1722
- ks. Stanisław Gadowiński, 1728–1730
- ks. Antoni Burlikowski, do 1739
- ks. Maciej Żeromski, do 1740
- ks. Wojciech Szwarc, do 1767; w latach 1763–1765 odbywały się tu misje „ad avertenda yitia hominum”, pracowali cystersi i świeccy kapłani po 2 tygodnie w każdym roku pod przewodnictwem ks. Ankwicza i Karola Stobieckiego Soc. J.
- ks. Michał Wanatowski, do 1774
- ks. Jan Badowski SJ com. Wąchocki, do 1775
- ks. Stanisław Rochacki, do 1794
- ks. Jan Pomykalski, do 1808
- ks. Melchior Pleśniewski, do 1810
- ks. Alberyk Ostrowski, do 1819
- ks. Zefiryn Bartyzel, ostatni proboszcz i przeor klasztoru

W 1820 roku po kasacie cystersów, kościołem parafialnym staje się kościół klasztorny. Kościół pw. św. Elżbiety powoli ulega zniszczeniu i w 1845 r. zostaje z inicjatywy burmistrza Wąchocka Macieja Sławęckiego rozebrany.

## Atrakcje przyrodnicze
- „Lessowy wąwóz Rocław” – młody wąwóz o długości kilkuset metrów, szerokości 20–30 m i głębokości ok. 15 m. Zbocza wąwozu (poza niewielkimi odcinkami odsłaniającymi profil osadów neoplejstocenu) porasta trwała murawa z licznymi gatunkami roślin naczyniowych. Duże walory krajobrazowe. Położony w otulinie. Użytek ekologiczny – Nr 5 w rejestrze RDOŚ[20] – data utworzenia 2001 rok;
- Odsłonięcie geologiczne – nieczynny kamieniołom w Wąchocku – historyczny kamieniołom (sięgający pocz. XIII w.) z odsłonięciem czerwonych piaskowców dolnotriasowych. Z niego czerpano surowiec do budowy klasztoru. Położony w otulinie. Od roku 2002 objęty pieczą Wojewódzkiego Konserwatora Przyrody (WKP poz. 9).

## Turystyka

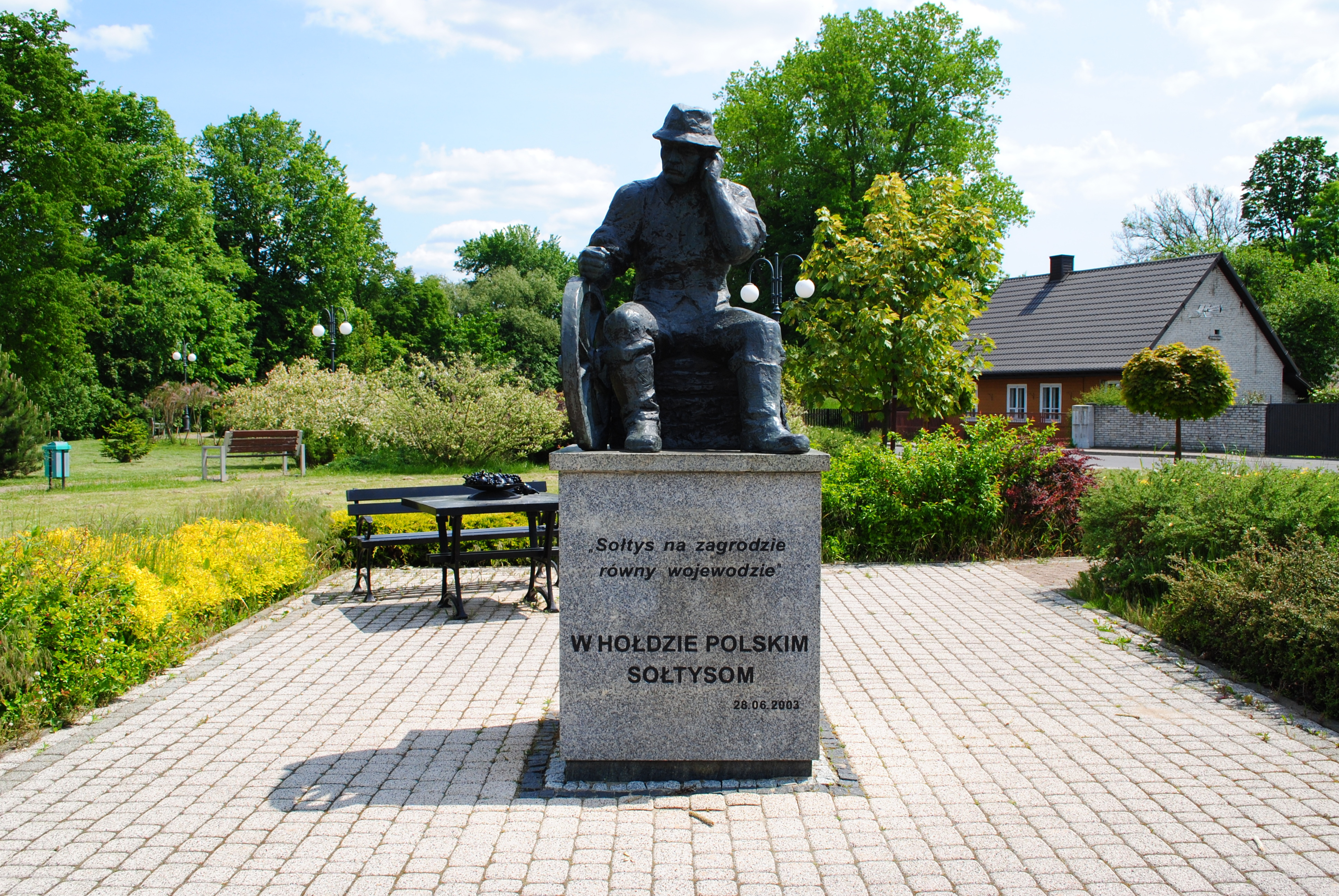
Pomnik sołtysa Wąchocka

Miasto jest atrakcją turystyczną także ze względu na popularne dowcipy o Wąchocku. Bohaterem dowcipów jest sołtys Wąchocka, jednak obecnie, od roku 1994, władzę wykonawczą w Wąchocku sprawuje burmistrz, nie sołtys (co więcej, na czele gminy stał wójt). Jest tam również m.in. pomnik sołtysa znanego z owych dowcipów, odsłonięty w 2003. Atrakcją turystyczną jest coroczny Zjazd Sołtysów. Turniej obejmuje kilkanaście konkurencji sprawnościowych i intelektualnych. Część konkurencji integracyjnych sołtysów opiera się na poczuciu humoru uczestników.
Oddany do użytku w 2008 Zalew Wąchocki stanowi dodatkową atrakcję turystyczną.

## Transport

### Drogi
Przez Wąchock przebiega droga krajowa nr 42. W ramach programu budowy 100 obwodnic na lata 2020-2030 powstać ma obwodnica Wąchocka w ciągu DK42.

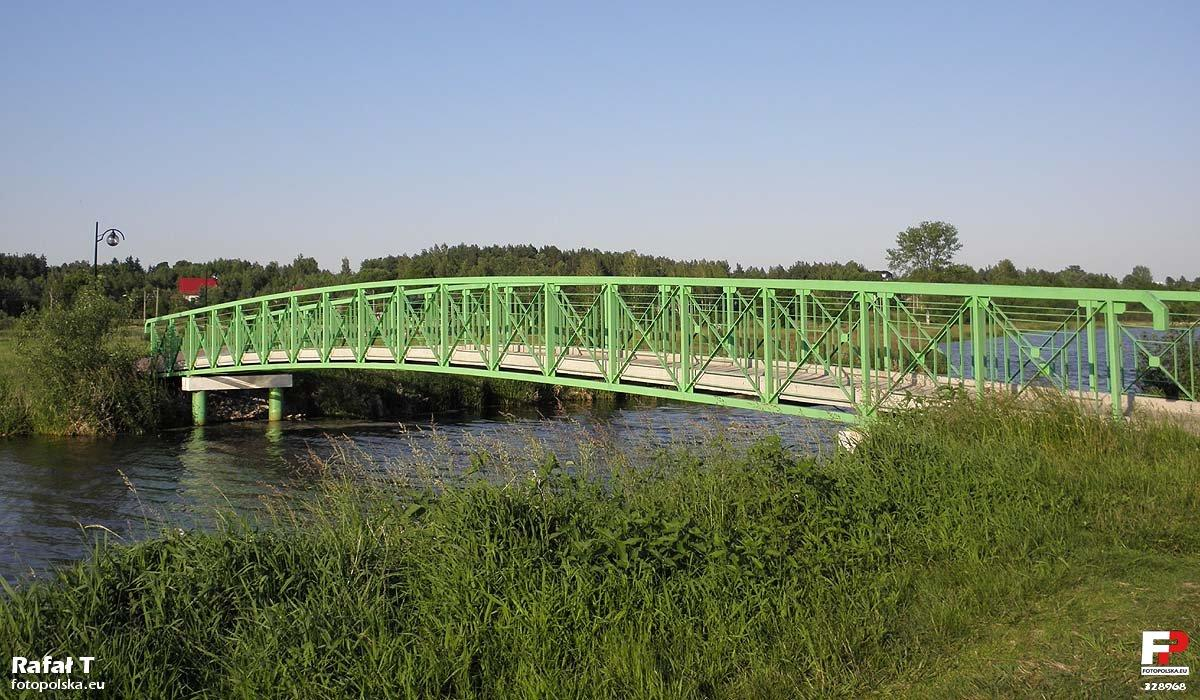
Kładka pieszo-rowerowa

1. Droga powiatowa 0563 T łączy Wąchock z Mircem.
2. Droga powiatowa 0573 T łączy Majków – Marcinków – Wąchock.
3. Droga powiatowa 0582 T łączy Wąchock – Siekierno – Leśna.

### Kolej

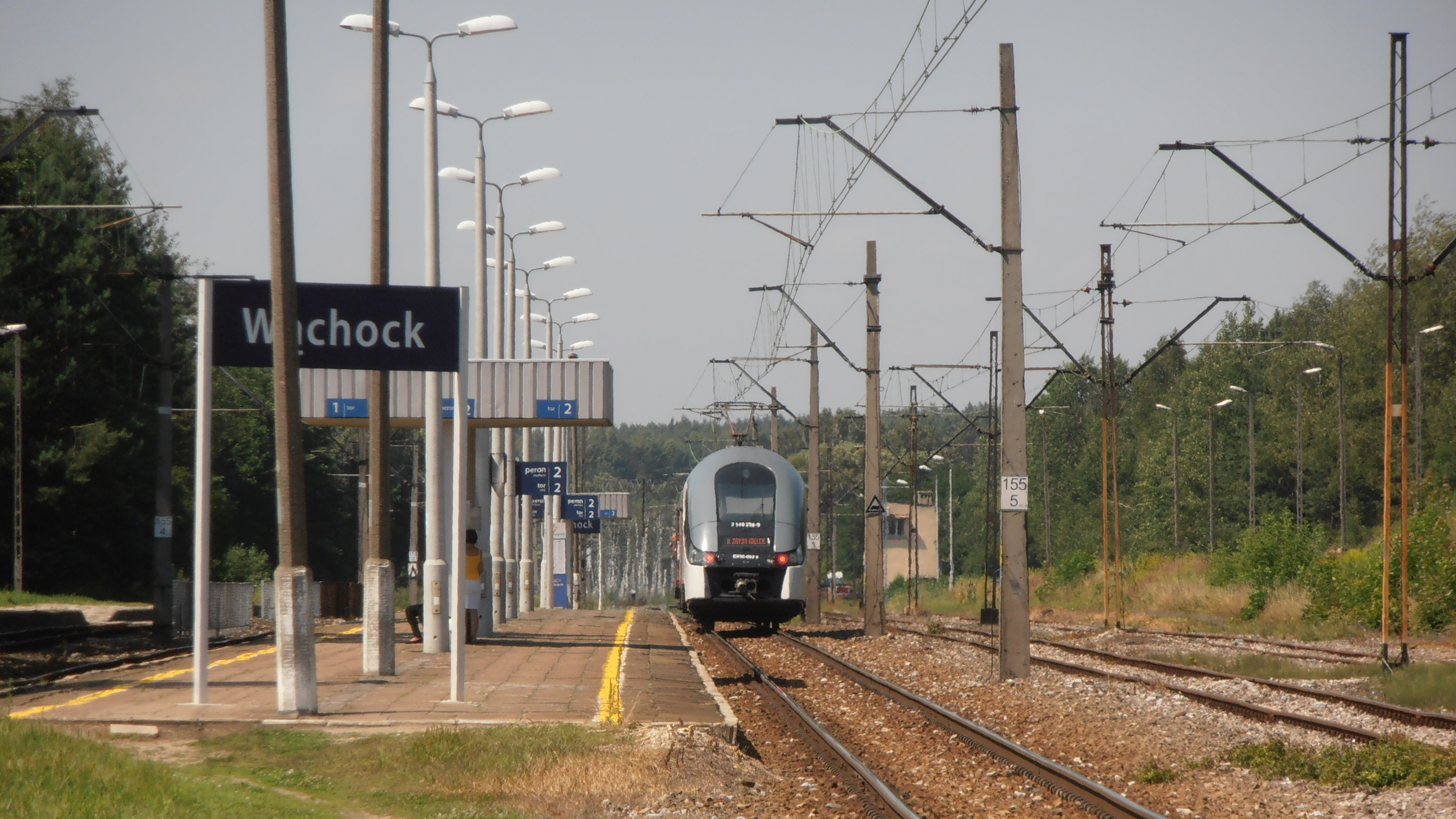

Przez miasto przebiega linia kolejowa nr 25 Łódź Kaliska – Dębica. Stacja wyposażona jest w komputerowe urządzenia sterowania ruchem kolejowym oraz posiada oprócz torów głównych zasadniczych, 2 tory główne dodatkowe i 3 tory boczne. Pociągi osobowe zatrzymują się przy zmodernizowanym wysokokrawędziowym peronie nr 2, znajdującym się pomiędzy torami 1 i 2, istnieje również możliwość wjazdu pociągu osobowego na tor nr 3 przy peronie nr 1, jednak ten peron nie został zmodernizowany.

### Transport publiczny
Przez miasto kursowała linia autobusowa A, obsługiwana naprzemiennie przez MKS Skarżysko-Kamienna i MZK Starachowice (od listopada 2015 roku – jedynie przez MZK Starachowice). 1 lipca 2017 r. linia została zlikwidowana. Na trasie Wąchock – Starachowice kursuje prywatna linia autobusowa 112.

## Festiwal bachowski – Muzyka w Opactwie
Od 2011 roku Wąchock jest gospodarzem międzynarodowych festiwali muzycznych Muzyka w Opactwie Bach u cystersów. Koncerty odbywają się w posiadającym znakomitą akustykę kościele przyklasztornym Opactwa Cystersów w Wąchocku.